# Lockkeeper's House
 (mai 2020).
La Lockkeeper's House – ou Lock Keeper's House – est une maison éclusière exposée sur le National Mall, le long de Constitution Avenue, à Washington, aux États-Unis. Construite dans les années 1830, déplacée à plusieurs reprises, elle est inscrite au Registre national des lieux historiques depuis le 30 novembre 1973.